# Tournoi de tennis d'Indian Wells
Le tournoi d'Indian Wells (Californie, États-Unis) est un tournoi professionnel de tennis masculin du circuit ATP en catégorie Masters 1000 et féminin du circuit WTA en catégorie WTA 1000.
Les épreuves masculines et féminines sont organisées conjointement en extérieur et sur surface dure chaque année au début du mois de mars, dans la vallée de Coachella au sein de l'Indian Wells Tennis Garden.
Très bien dotée financièrement, la compétition est, avec le tournoi de Miami disputé dans la foulée, l'une des épreuves les plus prestigieuses après les tournois du Grand Chelem et le Masters.
Par souci de nommage, ce tournoi s'est dénommé successivement « Newsweek Champions Cup », « Pilot Pen Classic », « Congoleum Classic », « Pacific Life Open » et aujourd'hui « BNP Paribas Open ».

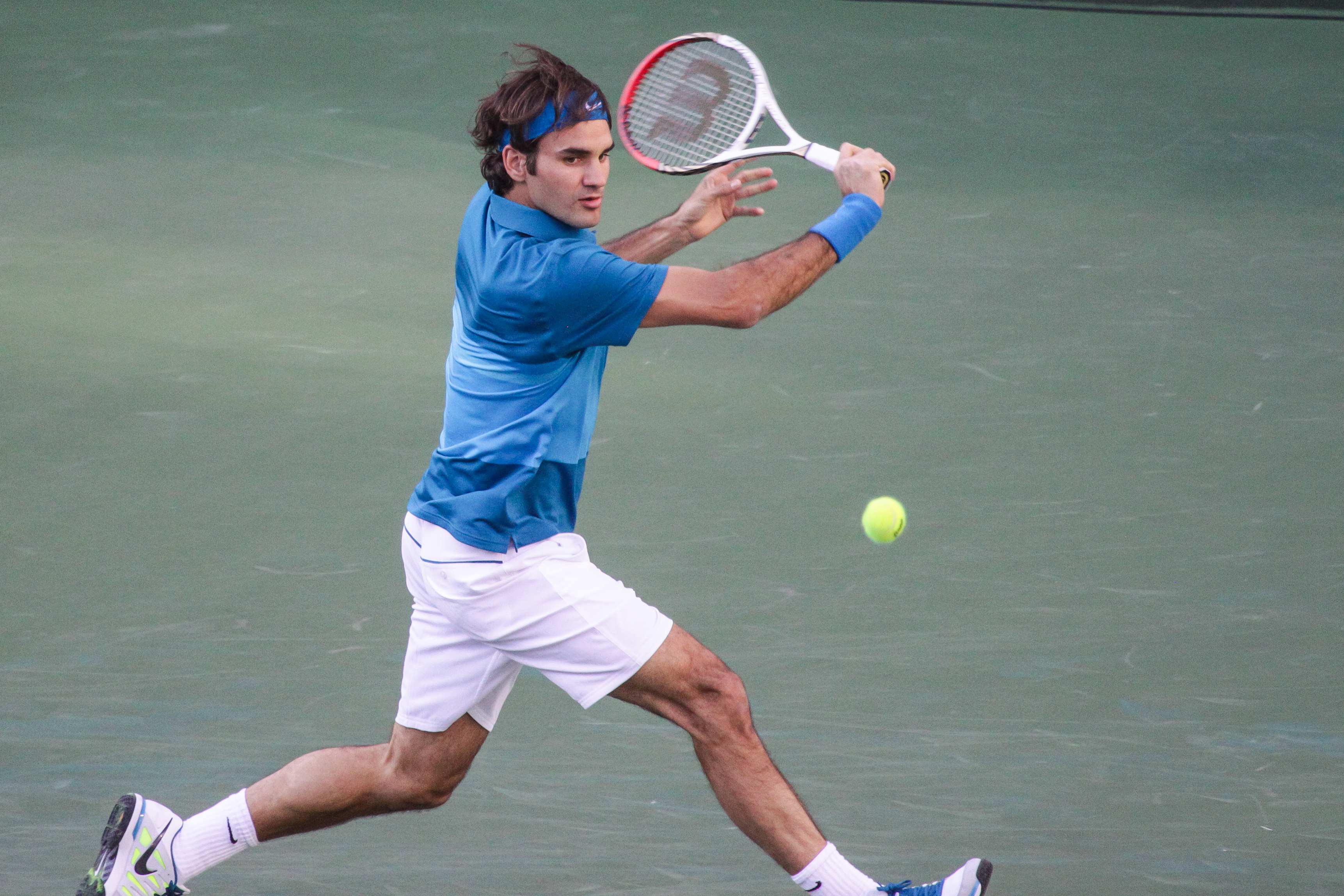
Roger Federer, vainqueur à 5 reprises au Masters d'Indian Wells en 2004, 2005, 2006, 2012 et 2017.

## Histoire
Les origines du tournoi remontent à 1976, date à laquelle un évènement tennistique est organisé à Tucson dans l'Arizona avant de déménager au Mission Hills Country Club dans la vallée de Coachella et de devenir le Tournoi de La Quinta en 1981. La compétition faillit être déplacée en Floride mais l'ancien numéro 1 américain Charlie Pasarell, aussi membre du conseil de l'ATP parvient à conserver le tournoi en Californie où un stade de 7 500 places est construit pour accueillir le tournoi. Pasarell devient alors le directeur du tournoi qui connaît quelques finales prestigieuses comme celle gagnée par Yannick Noah contre Ivan Lendl en 1982. Noah met alors fin à une série de 44 victoires consécutives de Lendl. Pasarell cherche ensuite rapidement à faire de ce tournoi l'un des évènements majeurs de la saison de tennis et négocie avec les joueurs, les sponsors et les médias pour parvenir à son objectif. Peu à peu, la popularité du tournoi grandit et en 1986, Pasarell décide d'agrandir les infrastructures sportives. Pour cela, il crée l'entreprise PM Sports Management et grâce à plusieurs experts, il développe un important centre sportif ainsi qu'un luxueux hôtel pour rendre le tournoi encore plus attrayant. Après avoir signé un partenariat avec Newsweek, le tournoi devient la Newsweek Champions Cup à partir de 1988.
L'ouverture du nouveau complexe intervient en 1987. Le tournoi devient alors un évènement majeur du circuit masculin, ce qui fait de 1987 la date de naissance du tournoi d'Indian Wells. En effet, celui-ci est incorporé au calendrier du Grand Prix Championship Series, une catégorie de neuf tournois dont l'importance se situe juste en dessous de celle des tournois du Grand chelem. Les deux victoires consécutives de Boris Becker en 1987 et 1988 assurent au tournoi une visibilité médiatique de premier plan. L'importance de cette compétition se confirme lorsqu'en 1990, la Newsweek Champions Cup est choisie pour faire partie de ce que l'on appelle aujourd'hui les Masters 1000 lors de la réforme du calendrier engagée par l'ATP. Cette catégorie appelée à l'époque Championship Series se pose en successeur du Grand Prix Championship Series. C'est aussi en 1990 que le tournoi d'Indian Wells gagne sa place actuelle dans le calendrier en étant joué au début du mois de mars. Il fait partie, avec le Masters de Miami se jouant juste après, de la première tournée américaine. Comme bon nombre de tournois de l'époque, Indian Wells connaît la domination des joueurs américains durant une bonne partie des années 1990. Jim Courier remporte le tournoi en 1991 et 1993, Michael Chang s'y impose à trois reprises en 1992, 1996 et 1997 et Pete Sampras à deux reprises en 1994 et 1995. Quant à Andre Agassi qui a pourtant gagné six fois le Masters de Miami, il ne remporte Indian Wells qu'une seule fois en 2001.

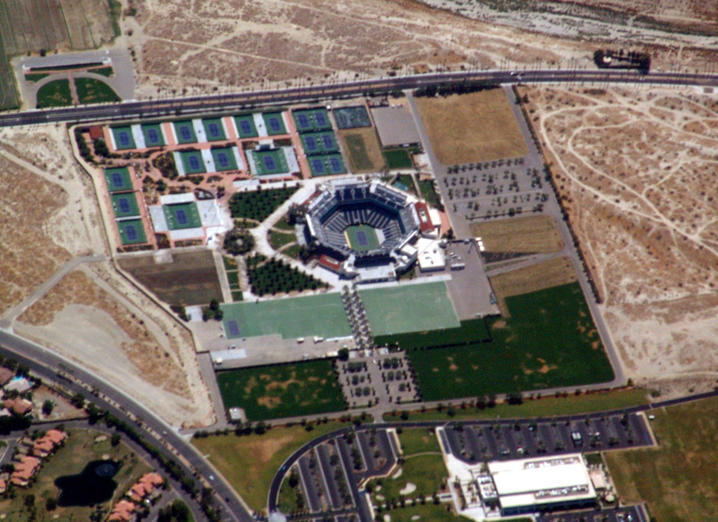
Indian Wells Tennis Garden en 2005

Le succès de cette compétition se confirmant, la direction du tournoi décide à nouveau d'agrandir le complexe sportif avec la création de l'Indian Wells Tennis Garden en l'an 2000, année lors de laquelle le tournoi devient le TMS Indian Wells avant de changer de nouveau de nom en 2002 et de devenir le Pacific Life Open à la suite d'un contrat de partenariat avec Pacific Life. La même année, la finale du tournoi passe d'un format en trois sets gagnants à un format en deux sets gagnants le temps de trois éditions. Celle de 2002 est remportée par Lleyton Hewitt. Il conserve son titre l'année suivante en battant Gustavo Kuerten contraint de jouer sa 1/2 finale le même jour que la finale. L'édition 2004 voit le premier succès de Roger Federer en Californie contre Tim Henman. Il gagne à nouveau le tournoi en 2005 et 2006, années lors desquelles il parvient aussi à réaliser le doublé Indian Wells-Miami. Il est finalement battu dès son entrée en lice en 2007 par Guillermo Cañas qui met fin à une série de 42 victoires consécutives du Suisse. Le trophée revient finalement à Rafael Nadal qui bat Novak Djokovic lors d'une finale repassée à un format en deux sets gagnants. Djokovic parvient à remporter le tournoi l'année suivante avant que Rafael Nadal ne s'impose de nouveau en 2009. Cette même année, le partenaire principal du tournoi devient BNP Paribas et le Masters d'Indian Wells devient le BNP Paribas Open. En 2010, Ivan Ljubičić remporte le titre contre Andy Roddick après avoir sorti les numéros 2 et 3 mondiaux que sont Rafael Nadal et Novak Djokovic. L'année suivante est marquée par un nouveau succès du Serbe Djokovic qui l'emporte contre Rafael Nadal et signe son troisième succès de la saison, mais aussi sa première victoire en finale contre l'Espagnol. Une performance qu'il réédite à cinq reprises lors de la saison 2011. En 2012, Roger Federer s'est imposé une quatrième fois à Indian Wells. Il devient ainsi le seul recordman des victoires dans ce tournoi. Lors du Tournoi de tennis d'Indian Wells (ATP 2016), Djokovic décroche un cinquième titre à Indian Wells et bat ainsi le record du nombre de titres dans ce tournoi. Lors du Tournoi de tennis d'Indian Wells (ATP 2017), Federer le rejoint et égale le record en remportant un cinquième titre à son tour.
En 2020, pour la première fois de son histoire, le tournoi fut annulé à la suite de la pandémie de coronavirus (COVID-19).

## Faits marquants
Les sœurs Venus et Serena Williams boycottent ce tournoi de 2002 à 2014, après que le public, persuadé que leur père Richard avait décidé à l'avance du sort de la demi-finale opposant les deux joueuses, eut conspué Serena Williams pendant toute la finale et encouragé son adversaire Kim Clijsters. Les sœurs Williams ont qualifié le public de « raciste ». Le 4 février 2015, Serena Williams annonce dans une tribune du Time avoir « tourné la page » et confirme sa participation à l'édition suivante. Blessée au genou, Serena déclare forfait après s'être qualifiée pour les demi-finales, mais est cette fois-ci applaudie par le public. Venus Williams fait quant à elle son retour au tournoi californien l'année suivante, mais est éliminée dès sa première rencontre par la Japonaise Kurumi Nara.

## Courts

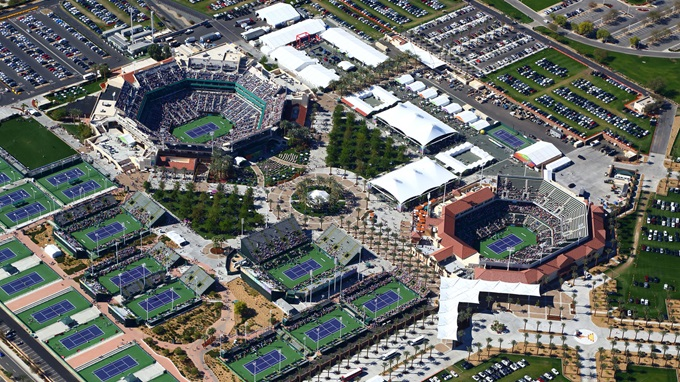
Indian Wells Tennis Garden en 2014

Le Masters d'Indian Wells se joue sur le site du Indian Wells Tennis Garden qui comprend un court central de 16 100 places. Celui-ci est le deuxième stade de tennis le plus grand de la planète après le court Arthur Ashe qui est le central de l'US Open de tennis. Le court numéro 2 ou Grandstand peut accueillir 6 000 personnes et le court numéro 3 possède 2 700 places. Au total, l'Indian Wells Tennis Garden compte 24 courts de tennis, central inclus.
Le tournoi d'Indian Wells se joue sur dur extérieur, sur le revêtement Plexipave IW depuis 2001. Cette surface est classée en catégorie 2 sur l'échelle de rapidité de l'ITF soit la catégorie intermédiaire-lente (le site de l'entreprise produisant la surface indique une surface de catégorie 1, soit la catégorie la plus lente qui soit).

## Format
En dehors des tournois du Grand Chelem, le Masters d'Indian Wells était jusqu'en 2022 le seul tournoi avec le Masters de Miami doté de tableaux de plus de 64 joueurs. En effet, le tableau principal oppose 96 joueurs dont 32 têtes de série exemptées de premier tour. (Depuis 2023, c'est aussi le cas à Shanghai, Rome et Madrid). Il y a sept tours au total. Les têtes de série sont désignées selon le classement de simple de l'ATP du lundi précédant le tournoi. À la différence des autres Masters 1000 sauf celui de Miami, Indian Wells est aussi le seul tournoi à durer plus d'une semaine (12 jours exactement). Parmi les 96 joueurs, cinq sont invités par l'organisation du tournoi et 12 sont issus du tournoi de qualification. Celui-ci se déroule quelques jours avant la compétition et réunit 48 joueurs dont 24 têtes de série. Ces 48 joueurs sont répartis en 12 groupes de quatre joueurs dont deux têtes de série. Un premier tour oppose une des têtes de série avec un joueur non tête de série. Les deux vainqueurs se rencontrant en finale et le vainqueur est qualifié pour le tournoi principal.
Tous les matchs se jouent en deux sets gagnants avec tie-break dans toutes les manches y compris la finale qui se jouait en trois sets gagnants jusqu'en 2006 inclus, sauf entre 2002 et 2004. Depuis 2007, les joueurs peuvent utiliser le Hawk-Eye, un système vidéo permettant de déterminer si la balle est ou non dans le court. Chaque joueur a le droit à trois demandes d'utilisation du Hawk-Eye (on parle de challenges) par sets. En cas de tie-break, chaque joueur bénéficie d'une demande supplémentaire. Depuis 2011, tous les courts utilisés lors de la compétition sont dotés du Hawk-Eye, ce qui est une première pour un tournoi de tennis. Auparavant, seul le court central en disposait.
Du fait de son format en douze jours impliquant 96 joueurs, le Masters d'Indian Wells est souvent considéré comme le Masters 1000 le plus prestigieux de la saison avec Miami,.
En ce qui concerne le tournoi de double, il oppose 32 équipes soit 64 joueurs sur 5 tours. Parmi les 32 équipes, il y a 8 têtes de série qui ne peuvent pas se rencontrer avant les quarts de finale. Les têtes de série sont déterminées selon le classement ATP de double à la date du lundi précédant le début du tournoi. Deux des 32 équipes sont invitées par le tournoi. Chaque match de double se joue en deux sets gagnants avec tie-break dans chacune des manches. Le 3e set est remplacé par un super tie-break depuis 2006.

## Sponsors
BNP Paribas est actuellement le sponsor principal et le partenaire titre du tournoi depuis 2009 et succède en cela à la compagnie d'assurance Pacific Life et au groupe de presse Newsweek. Du fait de ce statut, BNP Paribas donne actuellement son nom au Masters d'Indian Wells qui se nomme officiellement le BNP Paribas Open. BNP Paribas est aussi le principal sponsor affiché sur les différents panneaux publicitaires.
En 2010, la compagnie aérienne Fly Emirates a signé un contrat de sponsoring de trois ans d'un montant estimé de 576 000 euros avec le Masters d'Indian Wells. Fly Emirates bénéficie entre autres du fait que le premier samedi du tournoi est désormais appelé Emirates Day.
L'équipementier sportif Head est pour sa part le fournisseur officiel des balles du tournoi depuis 2001.
L'entreprise d'horlogerie Rolex est le chronométreur officiel du tournoi.
| Années  | Dénomination                                             |
| ------- | -------------------------------------------------------- |
| 1976-78 | American Airlines Tennis Games                           |
| 1979-80 | Congoleum Classic                                        |
| 1981    | Grand Marnier/ATP Tennis Games                           |
| 1982-84 | Congoleum Classic                                        |
| 1985-87 | Pilot Pen Classic                                        |
| 1988-99 | Newsweek Champions Cup                                   |
| 2000-01 | Tennis Masters Series Indian Wells presented by Newsweek |
| 2002-03 | Pacific Life Open presented by the City of Indian Wells  |
| 2004    | Pacific Life Open                                        |
| 2005-06 | Pacific Life Open presented by the City of Indian Wells  |
| 2007-08 | Pacific Life Open                                        |
| 2009-22 | BNP Paribas Open                                         |

## Champions les plus titrés

### Messieurs

#### En simple
| Joueur         | Titres | Premier | Dernier |
| Novak Djokovic | 5      | 2008    | 2016    |
| Roger Federer  | 5      | 2004    | 2017    |
| Rafael Nadal   | 3      | 2007    | 2013    |
| Michael Chang  | 3      | 1992    | 1997    |
| Pete Sampras   | 2      | 1994    | 1995    |
| Lleyton Hewitt | 2      | 2002    | 2003    |
| Boris Becker   | 2      | 1987    | 1988    |
| Jim Courier    | 2      | 1991    | 1993    |
| Carlos Alcaraz | 2      | 2023    | 2024    |

#### En double
- 4 titres :  Guy Forget,  Mark Knowles,  Daniel Nestor ;
- 3 titres :  Boris Becker,  Jack Sock.

### Dames
- En simple :
  - 2 titres :  Martina Navrátilová,  Mary Joe Fernández,  Steffi Graf,  Lindsay Davenport,  Serena Williams,  Kim Clijsters,  Daniela Hantuchová,  Maria Sharapova,  Victoria Azarenka,  Iga Świątek ;
- En double :
  - 7 titres :  Lisa Raymond ;
  - 6 titres :  Lindsay Davenport ;
  - 4 titres :  Hsieh Su-wei ;
  - 3 titres :  Elena Vesnina,  Elise Mertens.

## Palmarès messieurs

### Simple
| No | Date       | Nom et lieu du tournoi                                       | Catégorie                                           | Dotation                                            | Surface                                             | Vainqueur                                           | Finaliste                                           | Score                                               |                                                     |
| -- | ---------- | ------------------------------------------------------------ | --------------------------------------------------- | --------------------------------------------------- | --------------------------------------------------- | --------------------------------------------------- | --------------------------------------------------- | --------------------------------------------------- | --------------------------------------------------- |
| 1  | 16-02-1987 | Pilot Pen Classic, Indian Wells                              | Championship Series                                 | 350 000 $                                           | Dur (ext.)                                          | Boris Becker                                        | Stefan Edberg                                       | 6-4, 6-4, 7-5                                       | Tableau                                             |
| 2  | 29-02-1988 | Newsweek Champions Cup, Indian Wells                         | Championship Series                                 | 510 000 $                                           | Dur (ext.)                                          | Boris Becker                                        | Emilio Sánchez                                      | 7-5, 6-4, 2-6, 6-4                                  | Tableau                                             |
| 3  | 13-03-1989 | Newsweek Champions Cup, Indian Wells                         | Championship Series                                 | 510 000 $                                           | Dur (ext.)                                          | Miloslav Mečíř                                      | Yannick Noah                                        | 3-6, 2-6, 6-1, 6-2, 6-3                             | Tableau                                             |
| 4  | 05-03-1990 | Newsweek Champions Cup, Indian Wells                         | Championship Series SW                              | 1 000 000 $                                         | Dur (ext.)                                          | Stefan Edberg                                       | Andre Agassi                                        | 6-4, 5-7, 7-61, 7-66                                | Tableau                                             |
| 5  | 04-03-1991 | Newsweek Champions Cup, Indian Wells                         | Championship Series SW                              | 1 000 000 $                                         | Dur (ext.)                                          | Jim Courier                                         | Guy Forget                                          | 4-6, 6-3, 4-6, 6-3, 7-64                            | Tableau                                             |
| 6  | 02-03-1992 | Newsweek Champions Cup, Indian Wells                         | Championship Series SW                              | 1 075 000 $                                         | Dur (ext.)                                          | Michael Chang                                       | Andrei Chesnokov                                    | 6-3, 6-4, 7-5                                       | Tableau                                             |
| 7  | 01-03-1993 | Newsweek Champions Cup, Indian Wells                         | Super 9                                             | 1 650 000 $                                         | Dur (ext.)                                          | Jim Courier                                         | Wayne Ferreira                                      | 6-3, 6-3, 6-1                                       | Tableau                                             |
| 8  | 28-02-1994 | Newsweek Champions Cup, Indian Wells                         | Super 9                                             | 1 720 000 $                                         | Dur (ext.)                                          | Pete Sampras                                        | Petr Korda                                          | 4-6, 6-3, 3-6, 6-3, 6-2                             | Tableau                                             |
| 9  | 06-03-1995 | Newsweek Champions Cup, Indian Wells                         | Super 9                                             | 1 800 000 $                                         | Dur (ext.)                                          | Pete Sampras                                        | Andre Agassi                                        | 7-5, 6-3, 7-5                                       | Tableau                                             |
| 10 | 11-03-1996 | Newsweek Champions Cup, Indian Wells                         | Super 9                                             | 2 200 000 $                                         | Dur (ext.)                                          | Michael Chang                                       | Paul Haarhuis                                       | 7-5, 6-1, 6-1                                       | Tableau                                             |
| 11 | 10-03-1997 | Newsweek Champions Cup, Indian Wells                         | Super 9                                             | 2 300 000 $                                         | Dur (ext.)                                          | Michael Chang                                       | Bohdan Ulihrach                                     | 4-6, 6-3, 6-4, 6-3                                  | Tableau                                             |
| 12 | 09-03-1998 | Newsweek Champions Cup, Indian Wells                         | Super 9                                             | 2 450 000 $                                         | Dur (ext.)                                          | Marcelo Ríos                                        | Greg Rusedski                                       | 6-3, 615-7, 7-64, 6-4                               | Tableau                                             |
| 13 | 08-03-1999 | Newsweek Champions Cup, Indian Wells                         | Super 9                                             | 2 450 000 $                                         | Dur (ext.)                                          | Mark Philippoussis                                  | Carlos Moyà                                         | 5-7, 6-4, 6-4, 4-6, 6-2                             | Tableau                                             |
| 14 | 13-03-2000 | Tennis Masters Series Indian Wells by Newsweek, Indian Wells | Masters Series                                      | 2 450 000 $                                         | Dur (ext.)                                          | Àlex Corretja                                       | Thomas Enqvist                                      | 6-4, 6-4, 6-3                                       | Tableau                                             |
| 15 | 12-03-2001 | Tennis Masters Series Indian Wells by Newsweek, Indian Wells | Masters Series                                      | 2 450 000 $                                         | Dur (ext.)                                          | Andre Agassi                                        | Pete Sampras                                        | 7-65, 7-5, 6-1                                      | Tableau                                             |
| 16 | 11-03-2002 | Pacific Life Open by the City of Indian Wells, Indian Wells  | Masters Series                                      | 2 450 000 $                                         | Dur (ext.)                                          | Lleyton Hewitt                                      | Tim Henman                                          | 6-1, 6-2                                            | Tableau                                             |
| 17 | 10-03-2003 | Pacific Life Open by the City of Indian Wells, Indian Wells  | Masters Series                                      | 2 200 000 $                                         | Dur (ext.)                                          | Lleyton Hewitt                                      | Gustavo Kuerten                                     | 6-1, 6-1                                            | Tableau                                             |
| 18 | 08-03-2004 | Pacific Life Open, Indian Wells                              | Masters Series                                      | 2 529 000 $                                         | Dur (ext.)                                          | Roger Federer                                       | Tim Henman                                          | 6-3, 6-3                                            | Tableau                                             |
| 19 | 07-03-2005 | Pacific Life Open by the City of Indian Wells, Indian Wells  | Masters Series                                      | 2 724 600 $                                         | Dur (ext.)                                          | Roger Federer                                       | Lleyton Hewitt                                      | 6-2, 6-4, 6-4                                       | Tableau                                             |
| 20 | 06-03-2006 | Pacific Life Open by the City of Indian Wells, Indian Wells  | Masters Series                                      | 2 919 600 $                                         | Dur (ext.)                                          | Roger Federer                                       | James Blake                                         | 7-5, 6-3, 6-0                                       | Tableau                                             |
| 21 | 05-03-2007 | Pacific Life Open, Indian Wells                              | Masters Series                                      | 3 035 000 $                                         | Dur (ext.)                                          | Rafael Nadal                                        | Novak Djokovic                                      | 6-2, 7-5                                            | Tableau                                             |
| 22 | 13-03-2008 | Pacific Life Open, Indian Wells                              | Masters Series                                      | 3 339 000 $                                         | Dur (ext.)                                          | Novak Djokovic                                      | Mardy Fish                                          | 6-2, 5-7, 6-3                                       | Tableau                                             |
| 23 | 12-03-2009 | BNP Paribas Open, Indian Wells                               | Masters 1000                                        | 3 645 000 $                                         | Dur (ext.)                                          | Rafael Nadal                                        | Andy Murray                                         | 6-1, 6-2                                            | Tableau                                             |
| 24 | 11-03-2010 | BNP Paribas Open, Indian Wells                               | Masters 1000                                        | 3 645 000 $                                         | Dur (ext.)                                          | Ivan Ljubičić                                       | Andy Roddick                                        | 7-62, 7-65                                          | Tableau                                             |
| 25 | 10-03-2011 | BNP Paribas Open, Indian Wells                               | Masters 1000                                        | 3 645 000 $                                         | Dur (ext.)                                          | Novak Djokovic                                      | Rafael Nadal                                        | 4-6, 6-3, 6-2                                       | Tableau                                             |
| 26 | 08-03-2012 | BNP Paribas Open, Indian Wells                               | Masters 1000                                        | 4 694 969 $                                         | Dur (ext.)                                          | Roger Federer                                       | John Isner                                          | 7-67, 6-3                                           | Tableau                                             |
| 27 | 07-03-2013 | BNP Paribas Open, Indian Wells                               | Masters 1000                                        | 5 191 943 $                                         | Dur (ext.)                                          | Rafael Nadal                                        | Juan Martín del Potro                               | 4-6, 6-3, 6-4                                       | Tableau                                             |
| 28 | 06-03-2014 | BNP Paribas Open, Indian Wells                               | Masters 1000                                        | 5 240 015 $                                         | Dur (ext.)                                          | Novak Djokovic                                      | Roger Federer                                       | 3-6, 6-3, 7-63                                      | Tableau                                             |
| 29 | 12-03-2015 | BNP Paribas Open, Indian Wells                               | Masters 1000                                        | 5 381 235 $                                         | Dur (ext.)                                          | Novak Djokovic                                      | Roger Federer                                       | 6-3, 65-7, 6-2                                      | Tableau                                             |
| 30 | 10-03-2016 | BNP Paribas Open, Indian Wells                               | Masters 1000                                        | 6 134 605 $                                         | Dur (ext.)                                          | Novak Djokovic                                      | Milos Raonic                                        | 6-2, 6-0                                            | Tableau                                             |
| 31 | 09-03-2017 | BNP Paribas Open, Indian Wells                               | Masters 1000                                        | 6 993 450 $                                         | Dur (ext.)                                          | Roger Federer                                       | Stanislas Wawrinka                                  | 6-4, 7-5                                            | Tableau                                             |
| 32 | 08-03-2018 | BNP Paribas Open, Indian Wells                               | Masters 1000                                        | 7 972 535 $                                         | Dur (ext.)                                          | Juan Martín del Potro                               | Roger Federer                                       | 6-4, 68-7, 7-62                                     | Tableau                                             |
| 33 | 07-03-2019 | BNP Paribas Open, Indian Wells                               | Masters 1000                                        | 8 359 455 $                                         | Dur (ext.)                                          | Dominic Thiem                                       | Roger Federer                                       | 3-6, 6-3, 7-5                                       | Tableau                                             |
| –  | 2020       | BNP Paribas Open, Indian Wells                               | Tournoi annulé à cause de la pandémie à coronavirus | Tournoi annulé à cause de la pandémie à coronavirus | Tournoi annulé à cause de la pandémie à coronavirus | Tournoi annulé à cause de la pandémie à coronavirus | Tournoi annulé à cause de la pandémie à coronavirus | Tournoi annulé à cause de la pandémie à coronavirus | Tournoi annulé à cause de la pandémie à coronavirus |
| 34 | 07-10-2021 | BNP Paribas Open, Indian Wells                               | Masters 1000                                        | 8 359 455 $                                         | Dur (ext.)                                          | Cameron Norrie                                      | Nikoloz Basilashvili                                | 3-6, 6-4, 6-1                                       | Tableau                                             |
| 35 | 10-03-2022 | BNP Paribas Open, Indian Wells                               | Masters 1000                                        | 8 584 055 $                                         | Dur (ext.)                                          | Taylor Fritz                                        | Rafael Nadal                                        | 6-3, 7-65                                           | Tableau                                             |
| 36 | 06-03-2023 | BNP Paribas Open, Indian Wells                               | Masters 1000                                        | 8 800 000 $                                         | Dur (ext.)                                          | Carlos Alcaraz                                      | Daniil Medvedev                                     | 6-3, 6-2                                            | Tableau                                             |
| 37 | 06-03-2024 | BNP Paribas Open, Indian Wells                               | Masters 1000                                        | 9 495 555 $                                         | Dur (ext.)                                          | Carlos Alcaraz                                      | Daniil Medvedev                                     | 7-65, 6-1                                           | Tableau                                             |
| 38 | 05-03-2025 | BNP Paribas Open, Indian Wells                               | Masters 1000                                        | 9 693 540 $                                         | Dur (ext.)                                          | Jack Draper                                         | Holger Rune                                         | 6-2, 6-2                                            | Tableau                                             |

### Double
| No | Date       | Nom et lieu du tournoi                                       | Catégorie                                           | Dotation                                            | Surface                                             | Vainqueurs                                          | Finalistes                                          | Score                                               |                                                     |
| -- | ---------- | ------------------------------------------------------------ | --------------------------------------------------- | --------------------------------------------------- | --------------------------------------------------- | --------------------------------------------------- | --------------------------------------------------- | --------------------------------------------------- | --------------------------------------------------- |
| 1  | 16-02-1987 | Pilot Pen Classic, Indian Wells                              | Championship Series                                 | 350 000 $                                           | Dur (ext.)                                          | Guy Forget Yannick Noah                             | Boris Becker Eric Jelen                             | 6-4, 7-6                                            | Tableau                                             |
| 2  | 29-02-1988 | Newsweek Champions Cup, Indian Wells                         | Championship Series                                 | 510 000 $                                           | Dur (ext.)                                          | Boris Becker Guy Forget                             | Jorge Lozano Todd Witsken                           | 6-4, 6-4                                            | Tableau                                             |
| 3  | 13-03-1989 | Newsweek Champions Cup, Indian Wells                         | Championship Series                                 | 510 000 $                                           | Dur (ext.)                                          | Boris Becker Jakob Hlasek                           | Kevin Curren David Pate                             | 7-6, 7-5                                            | Tableau                                             |
| 4  | 05-03-1990 | Newsweek Champions Cup, Indian Wells                         | Championship Series SW                              | 1 000 000 $                                         | Dur (ext.)                                          | Boris Becker Guy Forget                             | Jim Grabb Patrick McEnroe                           | 4-6, 6-4, 6-3                                       | Tableau                                             |
| 5  | 04-03-1991 | Newsweek Champions Cup, Indian Wells                         | Championship Series SW                              | 1 000 000 $                                         | Dur (ext.)                                          | Jim Courier Javier Sánchez                          | Guy Forget Henri Leconte                            | 7-6, 3-6, 6-3                                       | Tableau                                             |
| 6  | 02-03-1992 | Newsweek Champions Cup, Indian Wells                         | Championship Series SW                              | 1 075 000 $                                         | Dur (ext.)                                          | Steve DeVries David Macpherson                      | Kent Kinnear Sven Salumaa                           | 4-6, 6-3, 6-3                                       | Tableau                                             |
| 7  | 01-03-1993 | Newsweek Champions Cup, Indian Wells                         | Super 9                                             | 1 650 000 $                                         | Dur (ext.)                                          | Guy Forget Henri Leconte                            | Luke Jensen Scott Melville                          | 6-4, 7-5                                            | Tableau                                             |
| 8  | 28-02-1994 | Newsweek Champions Cup, Indian Wells                         | Super 9                                             | 1 720 000 $                                         | Dur (ext.)                                          | Grant Connell Patrick Galbraith                     | Byron Black Jonathan Stark                          | 7-5, 6-3                                            | Tableau                                             |
| 9  | 06-03-1995 | Newsweek Champions Cup, Indian Wells                         | Super 9                                             | 1 800 000 $                                         | Dur (ext.)                                          | Tommy Ho Brett Steven                               | Gary Muller Piet Norval                             | 6-4, 7-6                                            | Tableau                                             |
| 10 | 11-03-1996 | Newsweek Champions Cup, Indian Wells                         | Super 9                                             | 2 200 000 $                                         | Dur (ext.)                                          | Todd Woodbridge Mark Woodforde                      | Brian MacPhie Michael Tebbutt                       | 1-6, 6-2, 6-2                                       | Tableau                                             |
| 11 | 10-03-1997 | Newsweek Champions Cup, Indian Wells                         | Super 9                                             | 2 300 000 $                                         | Dur (ext.)                                          | Mark Knowles Daniel Nestor                          | Mark Philippoussis Patrick Rafter                   | 7-6, 4-6, 7-5                                       | Tableau                                             |
| 12 | 09-03-1998 | Newsweek Champions Cup, Indian Wells                         | Super 9                                             | 2 450 000 $                                         | Dur (ext.)                                          | Jonas Björkman Patrick Rafter                       | Todd Martin Richey Reneberg                         | 6-4, 7-6                                            | Tableau                                             |
| 13 | 08-03-1999 | Newsweek Champions Cup, Indian Wells                         | Super 9                                             | 2 450 000 $                                         | Dur (ext.)                                          | Wayne Black Sandon Stolle                           | Ellis Ferreira Rick Leach                           | 7-64, 6-3                                           | Tableau                                             |
| 14 | 13-03-2000 | Tennis Masters Series Indian Wells by Newsweek, Indian Wells | Masters Series                                      | 2 450 000 $                                         | Dur (ext.)                                          | Alex O'Brien Jared Palmer                           | Paul Haarhuis Sandon Stolle                         | 6-4, 7-65                                           | Tableau                                             |
| 15 | 12-03-2001 | Tennis Masters Series Indian Wells by Newsweek, Indian Wells | Masters Series                                      | 2 450 000 $                                         | Dur (ext.)                                          | Wayne Ferreira Ievgueni Kafelnikov                  | Jonas Björkman Todd Woodbridge                      | 6-2, 7-5                                            | Tableau                                             |
| 16 | 11-03-2002 | Pacific Life Open by the City of Indian Wells, Indian Wells  | Masters Series                                      | 2 450 000 $                                         | Dur (ext.)                                          | Mark Knowles Daniel Nestor                          | Roger Federer Max Mirnyi                            | 6-4, 6-4                                            | Tableau                                             |
| 17 | 10-03-2003 | Pacific Life Open by the City of Indian Wells, Indian Wells  | Masters Series                                      | 2 200 000 $                                         | Dur (ext.)                                          | Wayne Ferreira Ievgueni Kafelnikov                  | Bob Bryan Mike Bryan                                | 3-6, 7-5, 6-4                                       | Tableau                                             |
| 18 | 08-03-2004 | Pacific Life Open, Indian Wells                              | Masters Series                                      | 2 529 000 $                                         | Dur (ext.)                                          | Arnaud Clément Sébastien Grosjean                   | Wayne Black Kevin Ullyett                           | 6-3, 4-6, 7-5                                       | Tableau                                             |
| 19 | 07-03-2005 | Pacific Life Open by the City of Indian Wells, Indian Wells  | Masters Series                                      | 2 724 600 $                                         | Dur (ext.)                                          | Mark Knowles Daniel Nestor                          | Wayne Arthurs Paul Hanley                           | 7-66, 7-62                                          | Tableau                                             |
| 20 | 06-03-2006 | Pacific Life Open by the City of Indian Wells, Indian Wells  | Masters Series                                      | 2 919 600 $                                         | Dur (ext.)                                          | Mark Knowles Daniel Nestor                          | Bob Bryan Mike Bryan                                | 6-4, 6-4                                            | Tableau                                             |
| 21 | 05-03-2007 | Pacific Life Open, Indian Wells                              | Masters Series                                      | 3 035 000 $                                         | Dur (ext.)                                          | Martin Damm Leander Paes                            | Jonathan Erlich Andy Ram                            | 6-4, 6-4                                            | Tableau                                             |
| 22 | 13-03-2008 | Pacific Life Open, Indian Wells                              | Masters Series                                      | 3 339 000 $                                         | Dur (ext.)                                          | Jonathan Erlich Andy Ram                            | Daniel Nestor Nenad Zimonjić                        | 6-4, 6-4                                            | Tableau                                             |
| 23 | 12-03-2009 | BNP Paribas Open, Indian Wells                               | Masters 1000                                        | 3 645 000 $                                         | Dur (ext.)                                          | Mardy Fish Andy Roddick                             | Max Mirnyi Andy Ram                                 | 3-6, 6-1, [14-12]                                   | Tableau                                             |
| 24 | 11-03-2010 | BNP Paribas Open, Indian Wells                               | Masters 1000                                        | 3 645 000 $                                         | Dur (ext.)                                          | Marc López Rafael Nadal                             | Daniel Nestor Nenad Zimonjić                        | 7-68, 6-3                                           | Tableau                                             |
| 25 | 10-03-2011 | BNP Paribas Open, Indian Wells                               | Masters 1000                                        | 3 645 000 $                                         | Dur (ext.)                                          | Alexandr Dolgopolov Xavier Malisse                  | Roger Federer Stanislas Wawrinka                    | 6-4, 65-7, [10-7]                                   | Tableau                                             |
| 26 | 08-03-2012 | BNP Paribas Open, Indian Wells                               | Masters 1000                                        | 4 694 969 $                                         | Dur (ext.)                                          | Marc López Rafael Nadal                             | John Isner Sam Querrey                              | 6-2, 7-63                                           | Tableau                                             |
| 27 | 07-03-2013 | BNP Paribas Open, Indian Wells                               | Masters 1000                                        | 5 191 943 $                                         | Dur (ext.)                                          | Bob Bryan Mike Bryan                                | Treat Conrad Huey Jerzy Janowicz                    | 6-3, 3-6, [10-6]                                    | Tableau                                             |
| 28 | 06-03-2014 | BNP Paribas Open, Indian Wells                               | Masters 1000                                        | 5 240 015 $                                         | Dur (ext.)                                          | Bob Bryan Mike Bryan                                | Alexander Peya Bruno Soares                         | 6-4, 6-3                                            | Tableau                                             |
| 29 | 12-03-2015 | BNP Paribas Open, Indian Wells                               | Masters 1000                                        | 5 381 235 $                                         | Dur (ext.)                                          | Vasek Pospisil Jack Sock                            | Simone Bolelli Fabio Fognini                        | 6-4, 63-7, [10-7]                                   | Tableau                                             |
| 30 | 10-03-2016 | BNP Paribas Open, Indian Wells                               | Masters 1000                                        | 6 134 605 $                                         | Dur (ext.)                                          | Pierre-Hugues Herbert Nicolas Mahut                 | Vasek Pospisil Jack Sock                            | 6-3, 7-65                                           | Tableau                                             |
| 31 | 09-03-2017 | BNP Paribas Open, Indian Wells                               | Masters 1000                                        | 6 993 450 $                                         | Dur (ext.)                                          | Raven Klaasen Rajeev Ram                            | Łukasz Kubot Marcelo Melo                           | 61-7, 6-4, [10-8]                                   | Tableau                                             |
| 32 | 08-03-2018 | BNP Paribas Open, Indian Wells                               | Masters 1000                                        | 7 972 535 $                                         | Dur (ext.)                                          | John Isner Jack Sock                                | Bob Bryan Mike Bryan                                | 7-64, 7-62                                          | Tableau                                             |
| 33 | 07-03-2019 | BNP Paribas Open, Indian Wells                               | Masters 1000                                        | 8 359 455 $                                         | Dur (ext.)                                          | Nikola Mektić Horacio Zeballos                      | Łukasz Kubot Marcelo Melo                           | 4-6, 6-4, [10-3]                                    | Tableau                                             |
| –  | 2020       | Tournoi annulé à cause de la pandémie à coronavirus          | Tournoi annulé à cause de la pandémie à coronavirus | Tournoi annulé à cause de la pandémie à coronavirus | Tournoi annulé à cause de la pandémie à coronavirus | Tournoi annulé à cause de la pandémie à coronavirus | Tournoi annulé à cause de la pandémie à coronavirus | Tournoi annulé à cause de la pandémie à coronavirus | Tournoi annulé à cause de la pandémie à coronavirus |
| 34 | 07-10-2021 | BNP Paribas Open, Indian Wells                               | Masters 1000                                        | 8 359 455 $                                         | Dur (ext.)                                          | John Peers Filip Polášek                            | Aslan Karatsev Andrey Rublev                        | 6-3, 7-65                                           | Tableau                                             |
| 35 | 10-03-2022 | BNP Paribas Open, Indian Wells                               | Masters 1000                                        | 8 584 055 $                                         | Dur (ext.)                                          | John Isner Jack Sock                                | Santiago González Édouard Roger-Vasselin            | 7-64, 6-3                                           | Tableau                                             |
| 36 | 08-03-2023 | BNP Paribas Open, Indian Wells                               | Masters 1000                                        | 8 800 000 $                                         | Dur (ext.)                                          | Rohan Bopanna Matthew Ebden                         | Wesley Koolhof Neal Skupski                         | 6-3, 2-6, [10-8]                                    | Tableau                                             |
| 37 | 06-03-2024 | BNP Paribas Open, Indian Wells                               | Masters 1000                                        | 9 495 555 $                                         | Dur (ext.)                                          | Wesley Koolhof Nikola Mektić                        | Marcel Granollers Horacio Zeballos                  | 7-62, 7-64                                          | Tableau                                             |
| 38 | 05-03-2025 | BNP Paribas Open, Indian Wells                               | Masters 1000                                        | 9 693 540 $                                         | Dur (ext.)                                          | Marcelo Arévalo Mate Pavić                          | Sebastian Korda Jordan Thompson                     | 6-3, 6-4                                            | Tableau                                             |

## Palmarès dames

### Simple
| No | Date       | Nom et lieu du tournoi                       | Catégorie                                           | Dotation                                            | Surface                                             | Vainqueure                                          | Finaliste                                           | Score                                               |                                                     |
| -- | ---------- | -------------------------------------------- | --------------------------------------------------- | --------------------------------------------------- | --------------------------------------------------- | --------------------------------------------------- | --------------------------------------------------- | --------------------------------------------------- | --------------------------------------------------- |
| 1  | 06-03-1989 | Virginia Slims of Palm Springs, Palm Springs | Tier III                                            | 250 000 $                                           | Dur (ext.)                                          | Manuela Maleeva                                     | Jenny Byrne                                         | 6-4, 6-1                                            | Tableau                                             |
| 2  | 26-02-1990 | Virginia Slims of Indian Wells, Indian Wells | Tier II                                             | 350 000 $                                           | Dur (ext.)                                          | Martina Navrátilová                                 | Helena Suková                                       | 6-2, 5-7, 6-1                                       | Tableau                                             |
| 3  | 25-02-1991 | Virginia Slims of Palm Springs, Palm Springs | Tier II                                             | 350 000 $                                           | Dur (ext.)                                          | Martina Navrátilová                                 | Monica Seles                                        | 6-2, 7-6                                            | Tableau                                             |
| 4  | 24-02-1992 | Matrix Essentials Evert Cup, Indian Wells    | Tier II                                             | 350 000 $                                           | Dur (ext.)                                          | Monica Seles                                        | Conchita Martínez                                   | 6-3, 6-1                                            | Tableau                                             |
| 5  | 22-02-1993 | Matrix Essentials Evert Cup, Indian Wells    | Tier II                                             | 375 000 $                                           | Dur (ext.)                                          | Mary Joe Fernández                                  | Amanda Coetzer                                      | 3-6, 6-1, 7-6                                       | Tableau                                             |
| 6  | 21-02-1994 | The Evert Cup, Indian Wells                  | Tier II                                             | 400 000 $                                           | Dur (ext.)                                          | Steffi Graf                                         | Amanda Coetzer                                      | 6-0, 6-4                                            | Tableau                                             |
| 7  | 27-02-1995 | State Farm Evert Cup, Indian Wells           | Tier II                                             | 430 000 $                                           | Dur (ext.)                                          | Mary Joe Fernández                                  | Natasha Zvereva                                     | 6-4, 6-3                                            | Tableau                                             |
| 8  | 08-03-1996 | State Farm Evert Cup, Indian Wells           | Tier II                                             | 550 000 $                                           | Dur (ext.)                                          | Steffi Graf                                         | Conchita Martínez                                   | 7-6, 7-6                                            | Tableau                                             |
| 9  | 07-03-1997 | State Farm Evert Cup, Indian Wells           | Tier I                                              | 1 250 000 $                                         | Dur (ext.)                                          | Lindsay Davenport                                   | Irina Spîrlea                                       | 6-2, 6-1                                            | Tableau                                             |
| 10 | 05-03-1998 | State Farm Evert Cup, Indian Wells           | Tier I                                              | 1 250 000 $                                         | Dur (ext.)                                          | Martina Hingis                                      | Lindsay Davenport                                   | 6-3, 6-4                                            | Tableau                                             |
| 11 | 05-03-1999 | Evert Cup, Indian Wells                      | Tier I                                              | 1 300 000 $                                         | Dur (ext.)                                          | Serena Williams                                     | Steffi Graf                                         | 6-3, 3-6, 7-5                                       | Tableau                                             |
| 12 | 06-03-2000 | Tennis Masters Series, Indian Wells          | Tier I                                              | 2 000 000 $                                         | Dur (ext.)                                          | Lindsay Davenport                                   | Martina Hingis                                      | 4-6, 6-4, 6-0                                       | Tableau                                             |
| 13 | 05-03-2001 | Tennis Masters Series, Indian Wells          | Tier I                                              | 2 050 000 $                                         | Dur (ext.)                                          | Serena Williams                                     | Kim Clijsters                                       | 4-6, 6-4, 6-2                                       | Tableau                                             |
| 14 | 04-03-2002 | Pacific Life Open, Indian Wells              | Tier I                                              | 2 100 000 $                                         | Dur (ext.)                                          | Daniela Hantuchová                                  | Martina Hingis                                      | 6-3, 6-4                                            | Tableau                                             |
| 15 | 03-03-2003 | Pacific Life Open, Indian Wells              | Tier I                                              | 2 100 000 $                                         | Dur (ext.)                                          | Kim Clijsters                                       | Lindsay Davenport                                   | 6-4, 7-5                                            | Tableau                                             |
| 16 | 08-03-2004 | Pacific Life Open, Indian Wells              | Tier I                                              | 2 100 000 $                                         | Dur (ext.)                                          | Justine Henin Hardenne                              | Lindsay Davenport                                   | 6-1, 6-4                                            | Tableau                                             |
| 17 | 07-03-2005 | Pacific Life Open, Indian Wells              | Tier I                                              | 2 100 000 $                                         | Dur (ext.)                                          | Kim Clijsters                                       | Lindsay Davenport                                   | 6-4, 4-6, 6-2                                       | Tableau                                             |
| 18 | 06-03-2006 | Pacific Life Open, Indian Wells              | Tier I                                              | 2 100 000 $                                         | Dur (ext.)                                          | Maria Sharapova                                     | Elena Dementieva                                    | 6-1, 6-2                                            | Tableau                                             |
| 19 | 05-03-2007 | Pacific Life Open, Indian Wells              | Tier I                                              | 2 100 000 $                                         | Dur (ext.)                                          | Daniela Hantuchová                                  | Svetlana Kuznetsova                                 | 6-3, 6-4                                            | Tableau                                             |
| 20 | 10-03-2008 | Pacific Life Open, Indian Wells              | Tier I                                              | 2 100 000 $                                         | Dur (ext.)                                          | Ana Ivanović                                        | Svetlana Kuznetsova                                 | 6-4, 6-3                                            | Tableau                                             |
| 21 | 11-03-2009 | BNP Paribas Open, Indian Wells               | PREMIER*                                            | 4 500 000 $                                         | Dur (ext.)                                          | Vera Zvonareva                                      | Ana Ivanović                                        | 7-65, 6-2                                           | Tableau                                             |
| 22 | 10-03-2010 | BNP Paribas Open, Indian Wells               | PREMIER*                                            | 4 500 000 $                                         | Dur (ext.)                                          | Jelena Janković                                     | Caroline Wozniacki                                  | 6-2, 6-4                                            | Tableau                                             |
| 23 | 09-03-2011 | BNP Paribas Open, Indian Wells               | PREMIER*                                            | 4 500 000 $                                         | Dur (ext.)                                          | Caroline Wozniacki                                  | Marion Bartoli                                      | 6-1, 2-6, 6-3                                       | Tableau                                             |
| 24 | 07-03-2012 | BNP Paribas Open, Indian Wells               | PREMIER*                                            | 5 536 664 $                                         | Dur (ext.)                                          | Victoria Azarenka                                   | Maria Sharapova                                     | 6-2, 6-3                                            | Tableau                                             |
| 25 | 04-03-2013 | BNP Paribas Open, Indian Wells               | PREMIER*                                            | 6 020 268 $                                         | Dur (ext.)                                          | Maria Sharapova                                     | Caroline Wozniacki                                  | 6-2, 6-2                                            | Tableau                                             |
| 26 | 03-03-2014 | BNP Paribas Open, Indian Wells               | PREMIER*                                            | 5 946 740 $                                         | Dur (ext.)                                          | Flavia Pennetta                                     | Agnieszka Radwańska                                 | 6-2, 6-1                                            | Tableau                                             |
| 27 | 11-03-2015 | BNP Paribas Open, Indian Wells               | PREMIER*                                            | 5 219 780 $                                         | Dur (ext.)                                          | Simona Halep                                        | Jelena Janković                                     | 2-6, 7-5, 6-4                                       | Tableau                                             |
| 28 | 09-03-2016 | BNP Paribas Open, Indian Wells               | PREMIER*                                            | 6 134 605 $                                         | Dur (ext.)                                          | Victoria Azarenka                                   | Serena Williams                                     | 6-4, 6-4                                            | Tableau                                             |
| 29 | 08-03-2017 | BNP Paribas Open, Indian Wells               | PREMIER*                                            | 6 993 450 $                                         | Dur (ext.)                                          | Elena Vesnina                                       | Svetlana Kuznetsova                                 | 6-7, 7-5, 6-4                                       | Tableau                                             |
| 30 | 07-03-2018 | BNP Paribas Open, Indian Wells               | PREMIER*                                            | 7 773 210 $                                         | Dur (ext.)                                          | Naomi Osaka                                         | Daria Kasatkina                                     | 6-3, 6-2                                            | Tableau                                             |
| 31 | 06-03-2019 | BNP Paribas Open, Indian Wells               | PREMIER*                                            | 8 359 455 $                                         | Dur (ext.)                                          | Bianca Andreescu                                    | Angelique Kerber                                    | 6-4, 3-6, 6-4                                       | Tableau                                             |
| –  | 2020       | BNP Paribas Open, Indian Wells               | Tournoi annulé à cause de la pandémie à coronavirus | Tournoi annulé à cause de la pandémie à coronavirus | Tournoi annulé à cause de la pandémie à coronavirus | Tournoi annulé à cause de la pandémie à coronavirus | Tournoi annulé à cause de la pandémie à coronavirus | Tournoi annulé à cause de la pandémie à coronavirus | Tournoi annulé à cause de la pandémie à coronavirus |
| 32 | 06-10-2021 | BNP Paribas Open, Indian Wells               | WTA 1000                                            | 8 150 000 $                                         | Dur (ext.)                                          | Paula Badosa                                        | Victoria Azarenka                                   | 7-65, 2-6, 7-62                                     | Tableau                                             |
| 33 | 09-03-2022 | BNP Paribas Open, Indian Wells               | WTA 1000                                            | 8 369 455 $                                         | Dur (ext.)                                          | Iga Świątek                                         | María Sákkari                                       | 6-4, 6-1                                            | Tableau                                             |
| 34 | 08-03-2023 | BNP Paribas Open, Indian Wells               | WTA 1000                                            | 8 800 000 $                                         | Dur (ext.)                                          | Elena Rybakina                                      | Aryna Sabalenka                                     | 7-611, 6-4                                          | Tableau                                             |
| 35 | 06-03-2024 | BNP Paribas Open, Indian Wells               | WTA 1000                                            | 9 258 080 $                                         | Dur (ext.)                                          | Iga Świątek                                         | María Sákkari                                       | 6-4, 6-0                                            | Tableau                                             |
| 36 | 05-03-2025 | BNP Paribas Open, Indian Wells               | WTA 1000                                            | 8 963 700 $                                         | Dur (ext.)                                          | Mirra Andreeva                                      | Aryna Sabalenka                                     | 2-6, 6-4, 6-3                                       | Tableau                                             |

### Double
| No | Date       | Nom et lieu du tournoi                              | Catégorie                                           | Dotation                                            | Surface                                             | Vainqueures                                         | Finalistes                                          | Score                                               |                                                     |
| -- | ---------- | --------------------------------------------------- | --------------------------------------------------- | --------------------------------------------------- | --------------------------------------------------- | --------------------------------------------------- | --------------------------------------------------- | --------------------------------------------------- | --------------------------------------------------- |
| 1  | 06-03-1989 | Virginia Slims of Palm Springs Palm Springs         | Tier III                                            | 250 000 $                                           | Dur (ext.)                                          | Hana Mandlíková Pam Shriver                         | Rosalyn Fairbank Gretchen Rush                      | 6-3, 6-7, 6-3                                       | Tableau                                             |
| 2  | 26-02-1990 | Virginia Slims of Indian Wells Indian Wells         | Tier II                                             | 350 000 $                                           | Dur (ext.)                                          | Jana Novotná Helena Suková                          | Gigi Fernández Martina Navrátilová                  | 6-2, 7-6                                            | Tableau                                             |
| 3  | 25-02-1991 | Virginia Slims of Palm Springs Palm Springs         | Tier II                                             | 350 000 $                                           | Dur (ext.)                                          | NC                                                  | NC                                                  | Annulé                                              | Tableau                                             |
| 4  | 24-02-1992 | Matrix Essentials Evert Cup Indian Wells            | Tier II                                             | 350 000 $                                           | Dur (ext.)                                          | Claudia Kohde-Kilsch Stephanie Rehe                 | Jill Hetherington Kathy Rinaldi                     | 6-3, 6-3                                            | Tableau                                             |
| 5  | 22-02-1993 | Matrix Essentials Evert Cup Indian Wells            | Tier II                                             | 375 000 $                                           | Dur (ext.)                                          | Rennae Stubbs Helena Suková                         | Ann Grossman Patricia Hy                            | 6-3, 6-4                                            | Tableau                                             |
| 6  | 21-02-1994 | The Evert Cup Indian Wells                          | Tier II                                             | 400 000 $                                           | Dur (ext.)                                          | Lindsay Davenport Lisa Raymond                      | Manon Bollegraf Helena Suková                       | 6-2, 6-4                                            | Tableau                                             |
| 7  | 27-02-1995 | State Farm Evert Cup Indian Wells                   | Tier II                                             | 430 000 $                                           | Dur (ext.)                                          | Lindsay Davenport Lisa Raymond                      | Larisa Neiland Arantxa Sánchez                      | 2-6, 6-4, 6-3                                       | Tableau                                             |
| 8  | 08-03-1996 | State Farm Evert Cup Indian Wells                   | Tier II                                             | 550 000 $                                           | Dur (ext.)                                          | Chanda Rubin Brenda Schultz                         | Julie Halard Nathalie Tauziat                       | 6-1, 6-4                                            | Tableau                                             |
| 9  | 07-03-1997 | State Farm Evert Cup Indian Wells                   | Tier I                                              | 1 250 000 $                                         | Dur (ext.)                                          | Lindsay Davenport Natasha Zvereva                   | Lisa Raymond Nathalie Tauziat                       | 6-3, 6-2                                            | Tableau                                             |
| 10 | 05-03-1998 | State Farm Evert Cup Indian Wells                   | Tier I                                              | 1 250 000 $                                         | Dur (ext.)                                          | Lindsay Davenport Natasha Zvereva                   | Alexandra Fusai Nathalie Tauziat                    | 6-4, 2-6, 6-4                                       | Tableau                                             |
| 11 | 05-03-1999 | Evert Cup Indian Wells                              | Tier I                                              | 1 300 000 $                                         | Dur (ext.)                                          | Martina Hingis Anna Kournikova                      | Mary Joe Fernández Jana Novotná                     | 6-2, 6-2                                            | Tableau                                             |
| 12 | 06-03-2000 | Tennis Masters Series Indian Wells                  | Tier I                                              | 2 000 000 $                                         | Dur (ext.)                                          | Lindsay Davenport Corina Morariu                    | Anna Kournikova Natasha Zvereva                     | 6-2, 6-3                                            | Tableau                                             |
| 13 | 05-03-2001 | Tennis Masters Series Indian Wells                  | Tier I                                              | 2 050 000 $                                         | Dur (ext.)                                          | Nicole Arendt Ai Sugiyama                           | Virginia Ruano Pascual Paola Suárez                 | 6-4, 6-4                                            | Tableau                                             |
| 14 | 04-03-2002 | Pacific Life Open Indian Wells                      | Tier I                                              | 2 100 000 $                                         | Dur (ext.)                                          | Lisa Raymond Rennae Stubbs                          | Elena Dementieva Janette Husárová                   | 7-5, 6-0                                            | Tableau                                             |
| 15 | 03-03-2003 | Pacific Life Open Indian Wells                      | Tier I                                              | 2 100 000 $                                         | Dur (ext.)                                          | Lindsay Davenport Lisa Raymond                      | Kim Clijsters Ai Sugiyama                           | 3-6, 6-4, 6-1                                       | Tableau                                             |
| 16 | 08-03-2004 | Pacific Life Open Indian Wells                      | Tier I                                              | 2 100 000 $                                         | Dur (ext.)                                          | Virginia Ruano Pascual Paola Suárez                 | Svetlana Kuznetsova Elena Likhovtseva               | 6-1, 6-2                                            | Tableau                                             |
| 17 | 07-03-2005 | Pacific Life Open Indian Wells                      | Tier I                                              | 2 100 000 $                                         | Dur (ext.)                                          | Virginia Ruano Pascual Paola Suárez                 | Nadia Petrova Meghann Shaughnessy                   | 7-63, 6-1                                           | Tableau                                             |
| 18 | 06-03-2006 | Pacific Life Open Indian Wells                      | Tier I                                              | 2 100 000 $                                         | Dur (ext.)                                          | Lisa Raymond Samantha Stosur                        | Virginia Ruano Pascual Meghann Shaughnessy          | 6-2, 7-5                                            | Tableau                                             |
| 19 | 05-03-2007 | Pacific Life Open Indian Wells                      | Tier I                                              | 2 100 000 $                                         | Dur (ext.)                                          | Lisa Raymond Samantha Stosur                        | Chan Yung-jan Chuang Chia-jung                      | 6-3, 7-5                                            | Tableau                                             |
| 20 | 10-03-2008 | Pacific Life Open Indian Wells                      | Tier I                                              | 2 100 000 $                                         | Dur (ext.)                                          | Dinara Safina Elena Vesnina                         | Yan Zi Zheng Jie                                    | 6-1, 1-6, [10-8]                                    | Tableau                                             |
| 21 | 11-03-2009 | BNP Paribas Open Indian Wells                       | PREMIER*                                            | 4 500 000 $                                         | Dur (ext.)                                          | Victoria Azarenka Vera Zvonareva                    | Gisela Dulko Shahar Peer                            | 6-4, 3-6, [10-5]                                    | Tableau                                             |
| 22 | 10-03-2010 | BNP Paribas Open Indian Wells                       | PREMIER*                                            | 4 500 000 $                                         | Dur (ext.)                                          | Květa Peschke Katarina Srebotnik                    | Nadia Petrova Samantha Stosur                       | 6-4, 2-6, [10-5]                                    | Tableau                                             |
| 23 | 09-03-2011 | BNP Paribas Open Indian Wells                       | PREMIER*                                            | 4 500 000 $                                         | Dur (ext.)                                          | Sania Mirza Elena Vesnina                           | Bethanie Mattek-Sands Meghann Shaughnessy           | 6-0, 7-5                                            | Tableau                                             |
| 24 | 07-03-2012 | BNP Paribas Open Indian Wells                       | PREMIER*                                            | 5 536 664 $                                         | Dur (ext.)                                          | Liezel Huber Lisa Raymond                           | Sania Mirza Elena Vesnina                           | 6-2, 6-3                                            | Tableau                                             |
| 25 | 04-03-2013 | BNP Paribas Open Indian Wells                       | PREMIER*                                            | 6 020 268 $                                         | Dur (ext.)                                          | Ekaterina Makarova Elena Vesnina                    | Nadia Petrova Katarina Srebotnik                    | 6-0, 5-7, [10-6]                                    | Tableau                                             |
| 26 | 03-03-2014 | BNP Paribas Open Indian Wells                       | PREMIER*                                            | 5 946 740 $                                         | Dur (ext.)                                          | Hsieh Su-wei Peng Shuai                             | Cara Black Sania Mirza                              | 7-65, 6-2                                           | Tableau                                             |
| 27 | 11-03-2015 | BNP Paribas Open Indian Wells                       | PREMIER*                                            | 5 219 780 $                                         | Dur (ext.)                                          | Martina Hingis Sania Mirza                          | Ekaterina Makarova Elena Vesnina                    | 6-3, 6-4                                            | Tableau                                             |
| 28 | 09-03-2016 | BNP Paribas Open Indian Wells                       | PREMIER*                                            | 6 134 605 $                                         | Dur (ext.)                                          | Bethanie Mattek-Sands Coco Vandeweghe               | Julia Görges Karolína Plíšková                      | 4-6, 6-4, [10-6]                                    | Tableau                                             |
| 29 | 08-03-2017 | BNP Paribas Open Indian Wells                       | PREMIER*                                            | 6 993 450 $                                         | Dur (ext.)                                          | Chan Yung-jan Martina Hingis                        | Lucie Hradecká Kateřina Siniaková                   | 7-64, 6-2                                           | Tableau                                             |
| 30 | 07-03-2018 | BNP Paribas Open Indian Wells                       | PREMIER*                                            | 7 773 210 $                                         | Dur (ext.)                                          | Hsieh Su-wei Barbora Strýcová                       | Ekaterina Makarova Elena Vesnina                    | 6-4, 6-4                                            | Tableau                                             |
| 31 | 06-03-2019 | BNP Paribas Open Indian Wells                       | PREMIER*                                            | 8 359 455 $                                         | Dur (ext.)                                          | Elise Mertens Aryna Sabalenka                       | Barbora Krejčíková Kateřina Siniaková               | 6-3, 6-2                                            | Tableau                                             |
| –  | 2020       | Tournoi annulé à cause de la pandémie à coronavirus | Tournoi annulé à cause de la pandémie à coronavirus | Tournoi annulé à cause de la pandémie à coronavirus | Tournoi annulé à cause de la pandémie à coronavirus | Tournoi annulé à cause de la pandémie à coronavirus | Tournoi annulé à cause de la pandémie à coronavirus | Tournoi annulé à cause de la pandémie à coronavirus | Tournoi annulé à cause de la pandémie à coronavirus |
| 32 | 06-10-2021 | BNP Paribas Open Indian Wells                       | WTA 1000                                            | 8 150 470 $                                         | Dur (ext.)                                          | Hsieh Su-wei Elise Mertens                          | Veronika Kudermetova Elena Rybakina                 | 7-61, 6-3                                           | Tableau                                             |
| 33 | 09-03-2022 | BNP Paribas Open Indian Wells                       | WTA 1000                                            | 8 584 055 $                                         | Dur (ext.)                                          | Xu Yifan Yang Zhaoxuan                              | Asia Muhammad Ena Shibahara                         | 7-5, 7-64                                           | Tableau                                             |
| 34 | 08-03-2023 | BNP Paribas Open Indian Wells                       | WTA 1000                                            | 8 800 000 $                                         | Dur (ext.)                                          | Barbora Krejčíková Kateřina Siniaková               | Beatriz Haddad Maia Laura Siegemund                 | 6-1, 63-7, [10-7]                                   | Tableau                                             |
| 35 | 06-03-2024 | BNP Paribas Open Indian Wells                       | WTA 1000                                            | 9 258 080 $                                         | Dur (ext.)                                          | Hsieh Su-wei Elise Mertens                          | Storm Hunter Kateřina Siniaková                     | 6-3, 6-4                                            | Tableau                                             |
| 36 | 05-03-2025 | BNP Paribas Open Indian Wells                       | WTA 1000                                            | 8 963 700 $                                         | Dur (ext.)                                          | Asia Muhammad Demi Schuurs                          | Tereza Mihalíková Olivia Nicholls                   | 6-2, 7-64                                           | Tableau                                             |

## Double mixte
En 2024, un tournoi de double mixte, officiellement appelé BNP Paribas Open Mixed Doubles Invitational, est organisé en parallèle des tableaux masculins et féminins, avec huit équipes engagées sur trois jours ; il s'agit d'une première dans le cadre d'un tournoi ATP/WTA 1000. Les Australiens Storm Hunter et Matthew Ebden remportent le titre de cette première édition, en s'imposant en finale contre les Français Caroline Garcia et Édouard Roger-Vasselin (6-3, 6-3).